# Манхэттен (телесериал)
«Манхэттен» (англ. Manhattan) — американский историко-драматический телесериал, премьера которого состоялась на канале WGN America 27 июля 2014 года. Это второй оригинальный проект канала, после «Салема». Хотя в сериале и упоминаются исторические фигуры, он не является исторически точным. Показ второго сезона стартовал в октябре 2015 года. В феврале 2016 года WGN America сообщил о закрытии сериала.

## Сюжет
События происходят в 1943 году во время работы над Манхэттенским проектом в городе Лос-Аламос (Нью-Мексико), о котором внешний мир не подозревает. Федеральное правительство говорит учёным только то, что они должны знать, пока те, в свою очередь, хранят секреты от своих семей.
Доктор физики Чарли Айзекс вместе со своей супругой Эбби и сыном Джоуи приезжает в Лос-Аламос, не подозревая, какая работа ему предстоит. Он попадает в отдел Рида Экли, занимающийся пушечной моделью атомной бомбы. В то же время в Лос-Аламосе существует второй малочисленный отдел, разрабатывающий имплозийную модель бомбы и не получающий должного финансирования. Этим отделом руководит доктор Фрэнк Уинтер.
Пока мужчины сверхурочно работают над бомбой, их жёны пытаются приспособиться к новому быту. Лайза Уинтер, супруга Фрэнка, — член Лиги Плюща, видный ботаник и нобелевский лауреат. В Лос-Аламосе ей принципиально не дают работу, и она вынуждена быть простой домохозяйкой, не знающей ничего о целях проекта. Жена Чарли Айзекса, Эбби, никогда раньше не работавшая, устраивается на коммутатор прослушивать телефонные звонки.
Лос-Аламос целиком контролируется армией. Хоть у проекта есть научный руководитель Роберт Оппенгеймер, реальная власть сосредоточена в руках военного руководства. Несмотря на жёсткие меры цензуры и разделения информации, в Лос-Аламосе появляется шпионская сеть. Инцидент с поимкой первого шпиона на День независимости запускает маховик событий сериала. В противоборстве сталкиваются пушечный и имплозийный отделы, мужья и жёны, гражданские и военные, белые американцы и коренные жители здешних мест…

## В ролях
- Джон Бенжамин Хикки в роли Фрэнка Уинтера
- Оливия Уильямс в роли ботаника Лайзы Уинтер, жены Фрэнка
- Дэниел Стерн в роли Глена Бэббита, наставника Фрэнка и его команды
- Эшли Цукерман в роли Чарли Айзекса
- Рэйчел Броснахэн в роли Эбби Айзекс, жены Чарли
- Катя Херберс в роли Хелен Принс, одной из нескольких учёных-женщин
- Алексия Фэст в роли Келли Уинтер, непокорной дочери Фрэнка и Лайзы
- Кристофер Денэм в роли учёного Джима Микса
- Гарри Ллойд в роли Пола Кросли, британского учёного, который хочет повышения любой ценой
- Майкл Чернус в роли учёного Луиса «Фрица» Федовица
- Эдди Шин в роли учёного Сида Ляо[4]

## Производство
Телевизионная сеть WGN America представила свой первый оригинальный сериал, историческую драму «Салем», 20 апреля 2014 года. Питер Лигуори, глава материнской компании WGN, Tribune Company, сказал, что стратегия производства оригинального контента — это способ повышения престижа и лица компании. Съёмки начались в середине марта в пределах 12 акров (5 га) в Нью-Мексико. С анонсом сериала в апреле 2014 года также было заявлено о заказе 13 серий.